# فيكتور غارسيا (لاعب كرة قدم إسباني)
فيكتور غارسيا (بالإسبانية: Víctor García Raja)‏ هو لاعب كرة قدم إسباني، ولد في 1997 في بلنسية في إسبانيا. لعب مع ديبورتيفو لاكورونيا.

## وصلات خارجية
- فيكتور غارسيا على موقع قاعدة بيانات كرة القدم.إي يو (الإنجليزية)
- فيكتور غارسيا على موقع Soccerway.com (الإنجليزية)
- فيكتور غارسيا على موقع عالم كرة القدم.نت (الإنجليزية)